# En femme
Der Begriff en femme ist eine lexikalische Entlehnung des modernen französischen Ausdrucks en femme („als Frau“). Es wird in der Transgender-, Transvestitismus- und Cross-Dressing-Community verwendet, um das Tragen weiblicher Kleidung oder den Ausdruck einer stereotypisch weiblichen Persönlichkeit zu beschreiben. Die meisten Cross-Dresser verwenden auch einen weiblichen Namen, während sie weiblich gekleidet sind; das ist ihr „femme name“. Viele Transgender-Organisationen veranstalten Events en femme, wie z. B. Ferien und Kreuzfahrten (etwa das dreimal jährlich stattfindende Holiday En Femme).
EnFemme ist auch der Name einer Zeitschrift für Cross-Dresser, die zwischen 1987 und 1991 veröffentlicht wurde.